# Нью-Йорк Джаєнтс

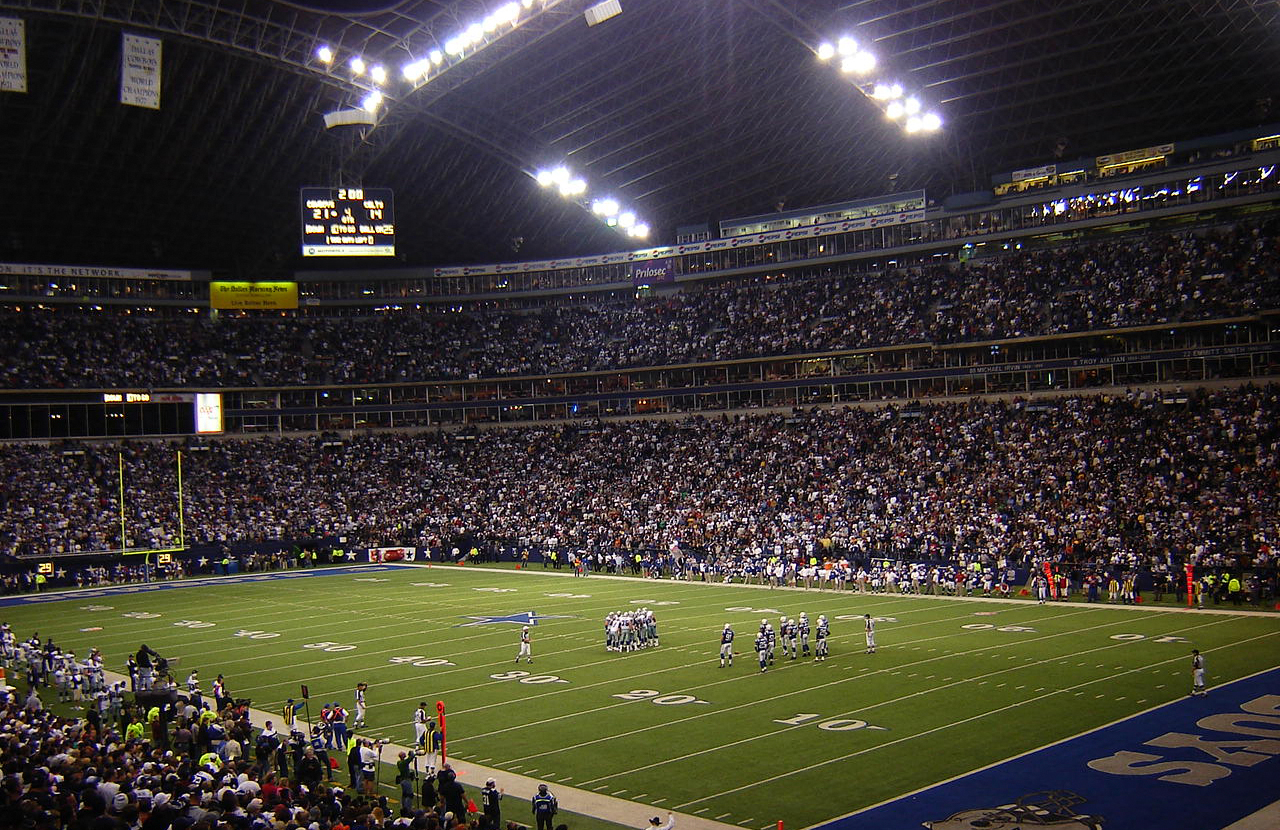
Джайентс Стадіум

«Нью-Йорк Джаєнтс» (англ. New York Giants) заснована у 1925 професійна команда з американського футболу, яка базується в місті Нью-Йорк в штаті Нью-Йорку. Команда є членом Східного дивізіону, Національної футбольної конференції, Національної футбольної ліги.
Домашнім полем для «Джаєнтс» є Джаєнтс Стадіум в Іст Резерфорд, Нью-Йорк (недалеко від міста Нью-Йорк).
«Джаєнтс» вигравали Супербол (чемпіонат Американського футболу) (англ. AFC-NFC Super Bowl) у 1986, 1990, 2007 і 2011 роках.